# Zhongtiao Shan

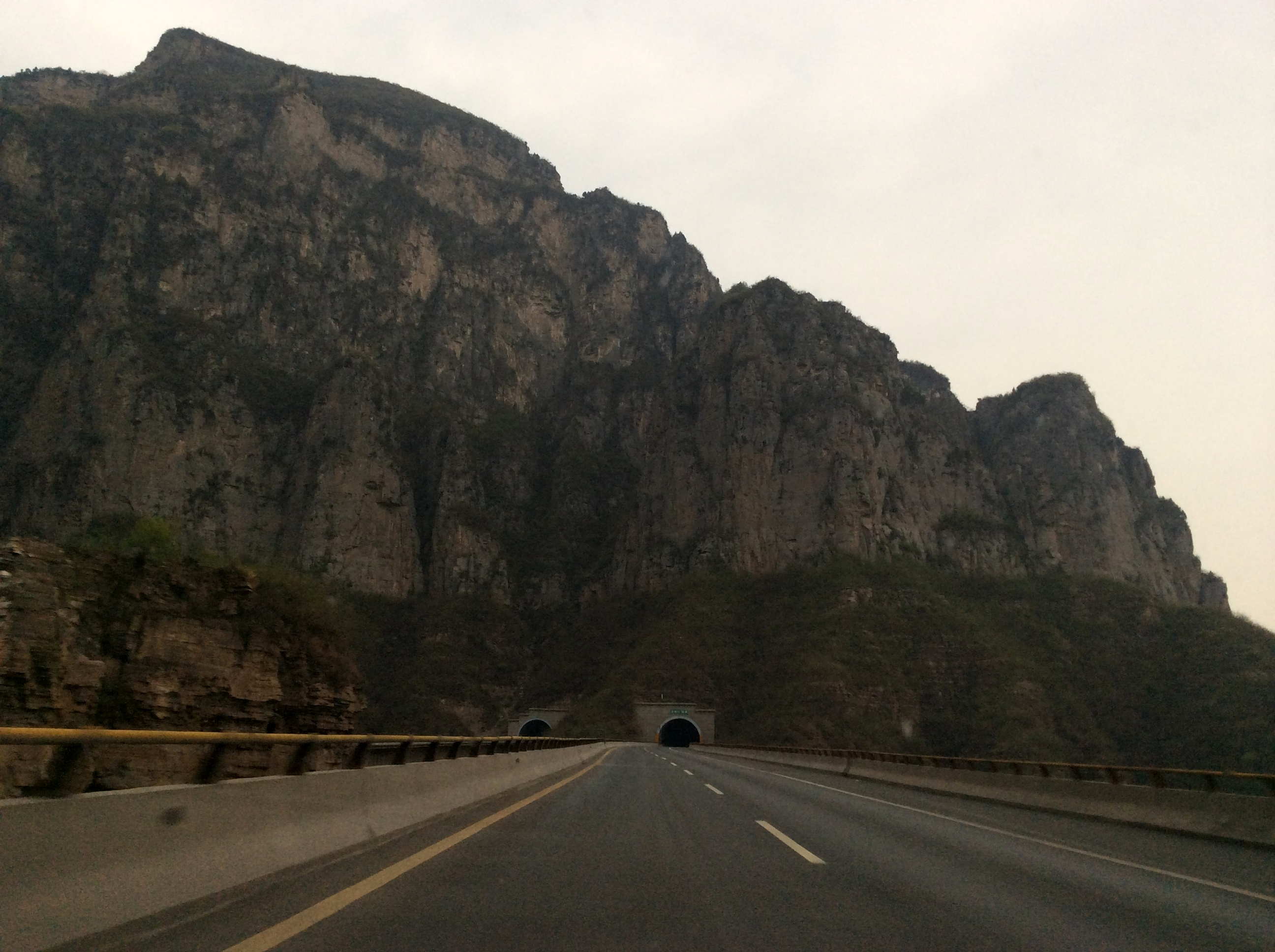
Der G55 Expressway durch das Zhongtiao-Gebirge, an der Grenze der Provinzen Henan und Shanxi, China

Das Zhongtiao Shan bzw. Zhongtiao-Gebirge (chinesisch 中条山, Pinyin Zhōngtiáo Shān) ist ein Gebirge im Südwesten der chinesischen Provinz Shanxi. 
Es verläuft von Nordosten nach Südwesten, grenzt im Osten an das Gebirge Taihangshan 太行山, im Süden erstreckt es sich bis zum Gelben Fluss (Huang He 黄河), im Nordwesten bis zum Tal des Flusses Fen He (汾河). Es hat eine Länge von ca. 160 km. Der höchste Berg ist der Wuwangping 舜王坪 mit einer Höhe von 2322 m, der Xuehuashan 雪花山 ist 1994 m hoch. Im Gebirge befindet sich eine bedeutende Kupfer-Lagerstätte.